# Покровське (Атяшевський район)
Покро́вське (рос. Покровское, ерз. Покровское) — село у складі Атяшевського району Мордовії, Росія. Входить до складу Козловського сільського поселення.

## Населення
Населення — 107 осіб (2010; 132 у 2002).
Національний склад (станом на 2002 рік):
- росіяни — 82 %